# ふたりめの神話
『ふたりめの神話』（ふたりめのしんわ）は、曽祢まさこによる日本の漫画作品。

## 概要
子供は1人だけと定められ、2人目の子供の存在が発覚すれば抹殺される近未来の世界で起きた殺人事件を描く近未来サスペンス。
『なかよし』（講談社）において、1985年から1986年まで連載された。
中国の一人っ子政策や映画『赤ちゃんよ永遠に』をヒントにした作品。

## あらすじ
20XX年。人口が急激に膨れ上がり環境破壊・食糧難・治安の悪化で世界が乱れたため、子供は夫婦に1人だけで違法児は処刑するという「第二子禁止法」が制定された。しかし、シュライン家のように禁じられた「ふたりめ」の子供を密かに育てる家族がいた。妹リーネを大切に見守る兄のルディー（ルドルフ）だったが、隣家に引っ越してきた美少女オデット=ベルガーに秘密を知られ、脅迫に屈するしか術がなくなるのだった。ところが、オデットと口論した直後、彼女が謎の転落死を遂げる。
自殺などあり得ぬ彼女を殺したのは誰か? 娘の所業を知らぬオデットの父親が嫌がらせを重ねた挙げ句、乗り込んで来てルディーに迫るが、必死にオデットが教師やクラスメイトを脅迫していたことを叫ぶルディーの言葉に最初は信じなかったベルガーだったが、何不自由なく暮らしていても楽しいから脅迫していたという自身の知らないオデットの真の姿に気づき、妻モニカにも確認して自らが手を染めていた脅迫まがいの言動を顧みてシュライン家から手を引くのだった。
静かな日常が戻って来たある日、以前より反目し合う南地区の特待生アスラン=サリードの父親が合法的な「ふたりめ」であり、それが許されなくなった「ふたりめ」である弟の存在が明らかになる。我が子を守ろうと警察官の銃弾に倒れた母親、逮捕・処刑される「ふたりめ」の弟、事情聴取の隙を見て自殺した父親、ルディーが嫌悪感しか抱かなかったアスランの無残な悲しい現実を知り、彼が家族を守るためにオデットを殺したことを悟る。危険を犯して南地区で仲間に匿われたアスランと会話をし、2度と会うことのない彼が呟いた「身内を売る奴は許さない」という言葉に復讐を決意していることを察した。20年前に家を出たきりのアスランの伯父が何らかの理由で悪意を抱き、弟一家に「ふたりめ」がいることを密告したのだった。
家に戻ったルディーは妹にそのことを報告した。父親には警察にバレてしまったら抵抗せずに諦めてくれと懇願されるが、この先、「ふたりめ」である妹の存在が露見したとしても世界を敵にしても妹を守ると改めて誓うのだった。

## 登場人物

### シュライン家
ルドルフ=シュライン
本作の主人公。愛称は「ルディー」。ファーレンブルグ高等学校の中等部の優等生。親切で良心的な少年だが、善意の押し売りが玉に瑕。自覚がないため、その対象となって拒絶したアスランと反目し合う。用心深く振る舞うが、オデットに不審を抱きつつも小さな油断からリーネの存在を探り当てられてしまい、以後リーネの命をダシに脅迫される。
リーネ
ルディーの妹。法律で禁止された「ふたりめ」の子供であるため、家の外には出ることが出来ない。兄を教材にしたので一人称は「僕」。外部に気づかれないように生活する日々を送っていたが、脅迫のネタを探っていたオデットに見つかってしまう。
ルディーの父、母、祖母
真面目で頼りがいのある父親と美人で優しい母親。リーネを守るためにルディーに負担をかけている現状に対して負い目を感じている。オデットの死後ルディーの口から真相を聞くと、父親はひそかにベルガー家に侵入してリーネの存在を示すものがないかを探るなどした。
祖母は老人向けのマンションで一人暮らしをしている。ルディーに対して母親は元々子供ができにくい体質で、ルディーも”病院に世話になって”できた子供であり、二人目の子供が生まれるとは考えていなかったと明かす。

### 友人
フランツ
ルディーの幼馴染で親友。隠し事をしているルディーに積み重なる不満が爆発して絶交するが、自身が彼を嫌いになれないとルディーの悪口を並べるアスランに反論したことで気づいてルディーと和解する。
エーファ
ルディーの同級生。優等生だがルディーの事情を知らないため、妹を守るために波風を立てずに振る舞うルディーを事なかれ主義と軽蔑するなど、意図せずに辛辣な言葉を浴びせる事もある。

### オデットと彼女の家族
オデット=ベルガー
シュライン家の隣に引っ越してきた転校生の少女。美少女だが、その本性は”そのほうが確実で楽しいから”という理由で他人を脅迫し、自分自身の思い通りに周囲を動かす悪魔のような存在。脅されたのはルディーだけでなく、ファーレンブルグ高等学校への推薦状は校長を脅迫して書かせ、教師を誘惑してテスト用紙を脅し取るなど数々の悪事に手を染めていた。だがルディーを脅迫しているところをアスランに盗み聞きされ、弟のことを感づかれたくない彼の手によって屋上から投げ落とされ死亡した。 家庭では父親の溺愛をよいことに、常識的で我儘を諫めたりする母親の言う事は一切聞かなかった。
カート=ベルガー
オデットの父親。かつては詩人だったが、現在は業界紙などでフリーのライターをしている。掴んだネタで恐喝し、その金でオデットを育てていた。オデットを溺愛していてその本性には気づかず、ルディーがオデットの死の真相を知っていると感じ数々の嫌がらせをするが、オデットが自分を手本にしたかのように他人を脅迫した挙句に殺されたと知り、傷心のうちに遠くの町へ引っ越していった。
モニカ=ベルガー
オデットの母親。フランス語教師。娘の行動にかねてから疑念を抱いてはいたが、娘を盲目的に愛する夫にそれを訴える事もできず、家庭での居場所を見失っていた。オデットが死んだときは浮気相手と一緒にいたことが発覚し、カートと別居する。

### アスランと彼の家族・友人
アスラン=サリード
無法地帯と嫌悪される南地区、アラブ人街の少年。容姿端麗・成績優秀だが実は不良少年で、学校でもほかの生徒のレポートの代筆をするかわりに金銭を要求したりしている。優秀特待生に選ばれてファーレンブルグ高等学校の中等部に在籍するが、お互いに「ふたりめ」を守るという共通項に気づかずにルディーと反目し合う。20年前に家を出たきりの父方の伯父が密告したことで5歳の弟と両親を一度に失い、重傷を負って入院するも復讐のために病院を脱走して姿を消す。
ジャマール=サリード
アスランの父親。40歳。青果市場に勤務。40年前はまだ税金を払えば「ふたりめ」が許されていた。第2子で、上には第1子の兄がいる。留守中に事件が起きたため、何も知らずに帰宅したところを逮捕され、取り調べの隙を突いて自殺。
アーミナ=サリード
アスランの母親。夫より1歳年上の女性。41歳。警察から「ふたりめ」の下の息子を守ろうとして射殺された。市立第三病院の雑役婦。
ガゼル
南地区の少年グループのリーダー格。アスランの小学校以来の友人で、病院から脱走したアスランをかくまっていた。

## 書籍情報

### 単行本
- 曽祢まさこ 『ふたりめの神話』 講談社〈講談社コミックスなかよし〉、全2巻

1. 1986年2月6日発行、ISBN 4-06-178527-3
2. 1986年6月6日発行、ISBN 4-06-178539-7

### 文庫
- 講談社漫画文庫、全1巻

1. 2002年7月1日発行、ISBN 4-06-360299-0